# خانه عطاءالله مسندی شیرازی‌نژاد
خانه عطا الله مسندی شیرازی نژاد مربوط به دوره قاجار است و در شیراز، محله درب شیخ، کوچه شاعلی، پلاک ۱۹ واقع شده و این اثر در تاریخ ۱۰ خرداد ۱۳۸۲ با شمارهٔ ثبت ۹۰۰۱ به‌عنوان یکی از آثار ملی ایران به ثبت رسیده است.